# Fraktion der Allianz der Liberalen und Demokraten für Europa/Mitglieder 8. Legislaturperiode
Im Folgenden werden die Mitglieder der Fraktion der Allianz der Liberalen und Demokraten für Europa im Europäischen Parlament in der Legislaturperiode 2014–2019 genannt.
| Land                   | Partei                                                  | Partei          | MdEP   | MdEP |
| Land                   | Name                                                    | Europapartei    | Anzahl | Mitglieder                                                                                                   |
| ---------------------- | ------------------------------------------------------- | --------------- | ------ | --- |
| Belgien                | Mouvement Réformateur                                   | ALDE-Partei/EDP | 3      | Gérard Deprez 4, Louis Michel, Frédérique Ries                                                               |
| Belgien                | Open Vlaamse Liberalen en Democraten                    | ALDE-Partei     | 3      | Philippe De Backer, Annemie Neyts-Uyttebroeck, Guy Verhofstadt                                               |
| Bulgarien              | Dviženie za Prava i Svobodi                             | ALDE-Partei     | 4      | Nedžmi Ali, Filiz Hakaeva Hyusmenova, Ilhan Kyuchyuk, Iskra Mihaylova                                        |
| Dänemark               | Venstre                                                 | ALDE-Partei     | 1      | Ulla Tørnæs                                                                                                  |
| Dänemark               | Det Radikale Venstre                                    | ALDE-Partei     | 2      | Morten Helveg Petersen, Jens Rohde 7                                                                         |
| Deutschland            | Freie Demokratische Partei (FDP)                        | ALDE-Partei     | 3      | Gesine Meißner, Nadja Hirsch 10, Wolf Klinz 11                                                               |
| Deutschland            | Freie Wähler                                            | EDP             | 1      | Ulrike Müller                                                                                                |
| Estland                | Reformierakond                                          | ALDE-Partei     | 2      | Kaja Kallas, Urmas Paet                                                                                      |
| Estland                | Keskerakond                                             | ALDE-Partei     | 1      | Yana Toom |
| Finnland               | Suomen Keskusta                                         | ALDE-Partei     | 3      | Anneli Jäätteenmäki, Olli Rehn, Paavo Väyrynen                                                               |
| Finnland               | Svenska folkpartiet                                     | ALDE-Partei     | 1      | Nils Torwalds                                                                                                |
| Frankreich             | Mouvement démocrate                                     | EDP             | 4      | Marielle de Sarnez, Sylvie Goulard, Nathalie Griesbeck, Robert Rochefort                                     |
| Frankreich             | Union des démocrates et indépendants                    | ALDE            | 2      | Jean Arthuis, Dominique Riquet                                                                               |
| Frankreich             | Génération Citoyens                                     | EDP             | 1      | Jean-Marie Cavada 6                                                                                          |
| Irland                 | Unabhängig                                              | EDP             | 1      | Marian Harkin                                                                                                |
| Italien                | Più Europa                                              | ALDE            | 1      | David Borrelli                                                                                               |
| Kroatien               | Hrvatska narodna stranka – Liberalni demokrati          | ALDE-Partei     | 1      | Jozo Radoš                                                                                                   |
| Kroatien               | Istarski demokratski sabor – Dieta democratica istriana | ALDE-Partei     | 1      | Ivan Jakovčić                                                                                                |
| Lettland               | Latvijas Zemnieku savienība                             | EUD             | 1      | Iveta Grigule 2                                                                                              |
| Litauen                | Darbo Partija                                           | ALDE-Partei     | 1      | Viktor Uspaskich                                                                                             |
| Litauen                | Lietuvos Respublikos liberalų sąjūdis                   | ALDE-Partei     | 1      | Petras Auštrevičius 8                                                                                        |
| Litauen                | Unabhängig                                              | –               | 1      | Valentinas Mazuronis 5                                                                                       |
| Luxemburg              | Demokratesch Partei                                     | ALDE-Partei     | 1      | Charles Goerens                                                                                              |
| Niederlande            | Volkspartij voor Vrijheid en Democratie                 | ALDE-Partei     | 3      | Jan Huitema, Johannes Cornelis van Baalen, Cora van Nieuwenhuizen                                            |
| Niederlande            | Democraten 66                                           | ALDE-Partei     | 4      | Gerben-Jan Gerbrandy, Marietje Schaake, Sophie in ’t Veld, Matthijs van Miltenburg                           |
| Österreich             | NEOS – Das Neue Österreich und Liberales Forum          | ALDE-Partei     | 1      | Angelika Mlinar                                                                                              |
| Portugal               | Partido da Terra                                        | ALDE-Partei     | – 9    | José Inácio Faria                                                                                            |
| Portugal               | Partido Democrático Republicano                         | EDP             | 1      | António Marinho e Pinto 1                                                                                    |
| Rumänien               | Alianța Liberalilor și Democraților, gewählt für PNL    | ALDE-Partei     | 2      | Norica Nicolai, Renate Weber 3                                                                               |
| Rumänien               | Unabhängig                                              | –               | 1      | Mircea Diaconu                                                                                               |
| Schweden               | Liberalerna                                             | ALDE-Partei     | 2      | Jasenko Selimović, Cecilia Wikström                                                                          |
| Schweden               | Centerpartiet                                           | ALDE-Partei     | 1      | Fredrick Federley                                                                                            |
| Slowakei               | Sloboda a Solidarita                                    | –               | – 12   | Richard Sulík                                                                                                |
| Slowenien              | Demokratična stranka upokojencev Slovenije              | EDP             | 1      | Ivo Vajgl |
| Spanien                | Unión Progreso y Democracia                             | –               | 4      | Beatriz Becerra Basterrechea, Enrique Calvet Chambon, María Teresa Giménez Barbat, Maite Pagazaurtundúa Ruiz |
| Spanien                | Ciudadanos – Partido de la Ciudadanía                   | ALDE-Partei     | 2      | Juan Carlos Girauta Vidal, Javier Nart                                                                       |
| Spanien                | Partido Nacionalista Vasco                              | EDP             | 1      | Izaskun Bilbao Barandica                                                                                     |
| Tschechien             | ANO 2011                                                | ALDE-Partei     | 4      | Dita Charanzová, Martina Dlabajová, Petr Ježek, Pavel Telička                                                |
| Vereinigtes Königreich | Liberal Democrats                                       | ALDE-Partei     | 1      | Catherine Bearder                                                                                            |